# 葛見神社
葛見神社（くずみじんじゃ）は、静岡県伊東市の神社。伊豆国田方郡の式内社「久豆弥（くづみ/くつみ）神社」に比定され、旧社格は郷社。
伊東市市街地の南部、高さ30メートル程の小丘北裾に鎮座し、境内の鬱蒼と茂る樹林中には国の天然記念物に指定される樟の大木が聳える。

## 社名
現本殿の棟札に元禄10年（1697年）当時は「葛見大社」と称されていた事が見えるが、更に古くは「久須見神社」や「久寤大社」とも称され、明治維新後に現社名に改めた。この場合神社名は地名（古代の久寝（くすみ）郷、中世の久須見（葛美、萳美）庄）に因んだもので、古く「くつみ」と称されたものが「くづみ」と濁り、現「くずみ」になったものと考えられる。また鎮座地は近世まで岡村に属し、住所表示も昭和47年（1972年）までは伊東市岡字宮の上であったため、現も「岡の郷社」と通称される。

## 祭神
葛見神を主祭神として倉稲魂命（稲荷神）を相殿に祀る。
主祭神は一に事代主命もしくはその一族の神であるとも、或いは医薬神である大己貴命や少彦名命とも言われるが定かでない。もっとも当地一帯には縄文時代に遡る遺跡等もあり早くから拓けた地であったと見られる事から、古くから当地を領（うしは）く神として崇められたものと考えられる。相殿は後世伊東氏によって勧請されたもので、同氏の家祖である工藤祐隆（工藤家次・伊東家次）が稲荷神を信仰していたために当神社へ合祀したものと思われる。因みに伊東氏は家祖祐隆に倣って代々稲荷神を信仰したといい、各地へ分散した一族の中には居地に稲荷神を勧請する例が多かったという 。

## 由緒
往古より一帯の守護神として現も境内に繁茂する樹林を神霊の宿る杜として祭祀が行われていたものと考えられ、『延喜式神名帳』の「久豆弥神社」が当神社であると見られているが、国内神名帳の『伊豆国神階帳』にはその名を見ない。
中世になると当地を拠点とする伊東氏の尊崇と保護を受け、伊東祐隆は当神社を修造するとともに、近くに東林寺を創建して別当寺として当神社を管理させた。当地における伊東氏の勢力は祐隆の孫である祐親の死後に衰えたが、その後も付近諸所に残留する子孫が当神社を信仰したようで、神社所蔵の棟札によると慶長15年（1610年）には伊東正（政）世が焼失後の造営を行っており（但し、これは後述大樟の下に祀られる稲荷神（疱瘡神）の石祠の事であるとされる）、明治までは時々の領主により神供米が寄進されていた。
明治6年（1873年）4月に郷社に列した。
なお当神社は近在の住民からも聖視され、かつては社前の道を葬送の列が通る事が固く禁じられ、その道が東林寺へ通う本道とされたにも拘わらず同寺へ葬る際には迂回路を採ったと伝える。

## 祭祀

### 神事
近世までは9月19日が祭日で、改暦後に10月19日に改め、現在の例祭日は10月15日。例祭には境内チョーヤ（庁舎）において「岡の神楽」や三番叟、鳥刺踊りが奉納される。「岡の神楽」は2月初午日に演じられていた獅子舞で、これは稲荷神にかかわる祭礼であったと思われるが、しばらく中絶の後、昭和59年に復興され例祭に奉納されるようになった。鳥刺踊りは市内の他の神社でも奉納され、いずれも『曽我物語』に材を取り、鳥刺しに身を窶した曾我兄弟が親の仇を討つ内容となっている。また、三番叟は神事芸能として伊豆半島一帯に広く分布する。

### 神職
近世には東林寺が別当として管理していたが、明治初年の神仏分離により同寺の住僧が還俗して朝日氏を名乗り、以来朝日家が襲っている。

## 社殿

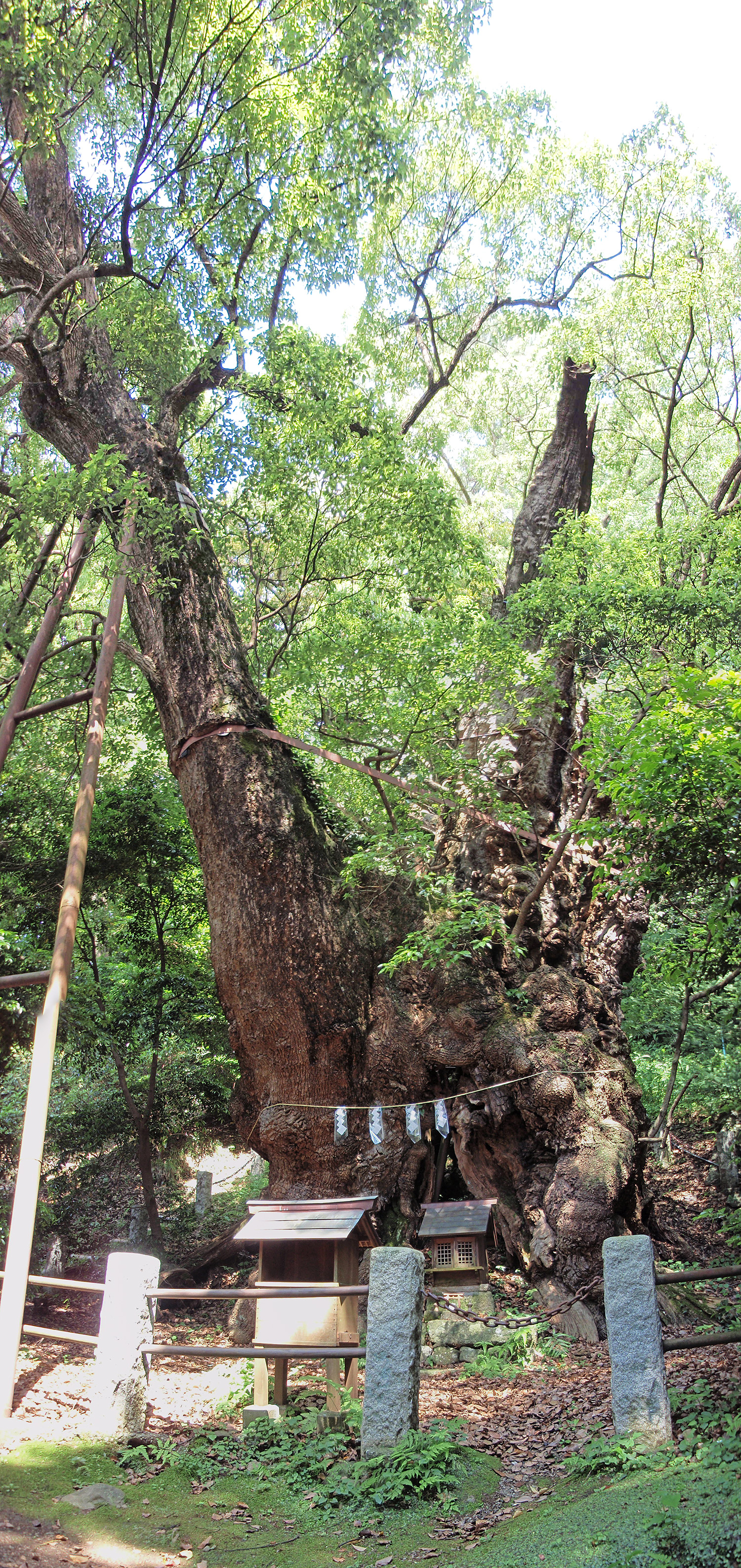
疱瘡神と大樟

本殿は上屋（覆屋）によって保護される2間四方の神明造で元禄10年の造替にかかり、欄間には狐等の彫刻が施されている。上屋は天保年間（19世紀前葉）の建物。拝殿は桁行3間梁行2間の鉄筋コンクリート製切妻造瓦葺で昭和40年の建築。

## 境内社
熊野神社、白山神社、三島神社、八幡神社（神明・春日の2社を合祀）、疱瘡神の5社。疱瘡神は天然記念物の大樟の樹下に石祠で祀られるが、「稲荷」と記す地誌もあるため、稲荷神を疱瘡神として祀ったものと思われる。

## 文化財
- 葛見神社の大クス - 拝殿の左（北側）に聳える目通り幹囲約15メートルの大樟。樹齢は1,000年を越えると言われ[9]、昭和8年（1933年）2月28日に国の天然記念物に指定された。